# Вяжа (река)
Вяжа — река в России, протекает по Ростовской области. Устье реки находится в 108 км по левому берегу реки Ольховая. Длина реки составляет 14 км, площадь водосборного бассейна 86,9 км².

## Данные водного реестра
По данным государственного водного реестра России относится к Донскому бассейновому округу, водохозяйственный участок реки — Калитва, речной подбассейн реки — Северский Донец (российская часть бассейна). Речной бассейн реки — Дон (российская часть бассейна).
Код объекта в государственном водном реестре — 05010400612107000014316.